# 制限選挙
制限選挙（せいげんせんきょ）とは、選挙権に資格要件を追加して制限を設けた選挙形式を指す。対義語は普通選挙である。正確な政治的な意思判断が困難であると考えられる未成年者を対象とした年齢による資格制限、または選挙違反などの犯罪によって公民権が停止されている者に対する投票制限においては制限選挙の語義の範疇には含まれない。また、普通選挙においても被選挙権の年齢要件を選挙権の年齢よりも高くしている例があるが、これも制限選挙とは呼ばない。

## 概要
選挙権に未成年といった年齢や犯罪者(服役中など公民権資格停止)以外に、資格要件を設定した選挙制度である。制限選挙の資格制限は主に次のようなものがある。
- 身分 - 身分制議会。特定の身分の出身者にだけ参政権を与えるもので、イタリアやオランダの領邦など、近代以前に多い。日本では、貴族院令が定める貴族院議員について皇華族・公侯爵・勅任議員では選挙制度が存在せず、伯子男爵・帝国学士院会員・多額納税者議員の各枠のみそれぞれの互選で行われていた。貴族院は1947年に貴族院令が廃止され、参議院が設立されるまで続いた。
- 学識 - 7月王政下のフランスでは学会の会員たることを要件にしており、他の国でも識字者であることを要件にした例がある（ただし後者に関しては普通選挙を取る現代の国家でも非識字者の問題は大きな問題であり、政党や候補者ごとに分かりやすいマークを投票用紙などに付ける等の対応を取っている国もある）。
- 宗教 - かつてヨーロッパの一部の国ではユダヤ教徒やイスラム教徒を選挙から排除するためにキリスト教徒である事を要件としていた例がある。
- 納税 - 市民革命以後にむしろ強く主張された説で、議会において定められた法律に基づいて市民の私有財産の一部を租税として徴収してその使い道を定めるのであるから、租税を納める事の出来ない貧しい民衆が選挙権を有した場合、彼らの手で選ばれた議会によって作られた法律の名のもとに財産を有する者が不当な収奪を受ける危険性があると言われた。そこで清教徒革命の際のパトニ討論においてヘンリー・アイアトンがこの主張を唱え、続いて19世紀の選挙権拡大の動きに対しては納税と選挙権は表裏一体であるとする「代表なくして課税なし」という格言を元にして「課税なくして代表なし」という主張が行われた。納税額を基準にするものが多いが、1918年までのイギリスのように、住居あるいは土地の保有の有無など、資産ないし年収額によって制限した例もある。これは税制の違いにより、間接税が主であるなどの理由から、有資格と見なされるべき富裕な有産市民が必ずしも高納税者ではない場合があったためである。日本では、1889年に大日本帝国憲法とともに公布された衆議院議員選挙法において、選挙人について「男子にして年齢満25歳以上」であること、また選挙人名簿への掲載から満1年以上府県内で直接国税15円以上を納めている者であること（第6条）、また選挙人から除外する者に瘋癲（ふうてん）や一部の刑期満了者なども含めていた（第14条）[2]。衆議院議員選挙法は1900年にいったん全部改正され、所得制限はやや緩和されたものの、納税金額による制限自体は継続し、大正デモクラシー運動や女性参政権を求める運動などが発生した。男性に対する選挙権の制限は、1925年に同法の再度の全部改正が行われ通称「普通選挙法」となるまで続いた。現在の公職選挙法が成立したのは1950年である（同年施行）。
- 性別 - かつては多くの国で、女性に参政権が認められていなかった（1944年時点で女性参政権がある国は28カ国[3]のみであった。女性参政権#世界各国の国政選挙における女性参政権の獲得年次）。日本でも、女性に対する衆議院議員及び地方議会議員選挙権の制限が、1945年のさらなる衆議院議員選挙法の全部改正及び1946年の地方制度改正など関係法令の整備が行われるまで続いていた。
- 人種 - アメリカでは、アメリカ国籍を持つ黒人(アフリカ系アメリカ人)に対して、1964年まで納税額を問わず、人種だけを理由に参政権が与えられていなかった。（公民権運動）

こうした制限は、19世紀以後の普通選挙を求める運動によって多くの国では年齢以外の制限は廃止されているが、戦後もブルネイのように男女とも選挙権がない国、レバノンのように女性のみ参政権制限がある国はある。